# Scobey (Montana)
Scobey város az USA Montana államában, Daniels megyében, melynek megyeszékhelye is. Lakosainak száma 999 fő (2020. április 1.).

## Népesség
A település népességének változása:

| 2010 | 1 017 |
| 2020 | 999   |